# МиГ-29
МиГ-29 е многоцелеви съветски изтребител от четвърто поколение. Разработен е през 1970-те години от конструкторското бюро Микоян, приет е на въоръжение в Съветските ВВС през 1983 г. и все още се използва широко от руските ВВС и други държави по света. Названието, дадено му от НАТО, е „Fulcrum“ („опорна точка“). Еквивалентни на МиГ-29 американски самолети са F-16 и F-18.

## Разработка
Историята на МиГ-29, както тази на по-големия Су-27, започва през 1969 г., когато Съветският съюз научава за програмата 'FX' на САЩ, която довежда до създаването на изтребителя F-15. Съветското правителство разбира, че новият изтребител ще притежава огромно технологично превъзходство над който и да е съветски изтребител по това време. МиГ-21 е маневрен самолет за своето време, но има сериозни проблеми в обсега на захващане на цели, във въоръжението, а и потенциалът му за модернизиране е почти изчерпан. МиГ-23, разработен да се сравнява с Ф-4 „Фантом“, е бърз и има повече място за гориво и оборудване, но не е така маневрен и няма много възможности в близък въздушен бой. Нужен е по-добре балансиран изтребител – с добра маневреност и модерни системи и оборудване. В отговор Генералният щаб на Съветските въоръжени сили изисква стартирането на нова програма за перспективен фронтови изтребител (ПФИ). Определените характеристики за бъдещия самолет били много амбициозни, изискващи дълъг обсег на действие, добро представяне при къси писти за излитане и кацане и дори при писти без бетонова или асфалтова настилка, отлична маневреност и пъргавост, скорост, надвишаваща Мах 2 и тежко въоръжение.
В това време ВВС на САЩ обявяват конкурс за лек, евтин и масов изтребител (спечелен впоследствие от F-16), който да допълни тежкия, създаван по програмата FX. Конструкторът А. Микоян предлага същия подход при разработването на съветските самолети и малко след смъртта му съветът му е приет – програмата ПФИ е разделена на две подпрограми – ТФИ (тежък фронтови изтребител) и ЛФИ (лек фронтови изтребител). В резултат на първата се появява прототипът на ОКБ Сухой Т-10, станал родоначалник на семейството Су-27, а в резултат на подпрограмата ЛФИ се появява „изделие 9“ – прототипът на бъдещия МиГ-29.
Аеродинамичната схема за новия самолет е разработена главно от ЦАГИ със съдействието и на конструкторското бюро Сухой.

## Варианти

### Прототипи
- Първите проекти по аеродинамичната схема на т.нар. „изделие 9“ започват през 1972 г. и завършват през 1975 г. Първият прототипен самолет с означение 9 – 01 е сглобен през лятото на 1977 г. и е изпробван на 6 октомври същата година в летателно-изпитателния институт в гр. Жуковски. При 9 – 01 се наблюдава отсъствието на прицелен комплекс и липсата на голяма част от авиониката, неговото оръдие е ГШ-23, а не ГШ-30-1, както и изместената напред стойка на колесника в сравнение с другите прототипи.
- Прототип 9 – 02 полита през 1978 г., но при един от първите полети е загубен поради пожар в десния двигател при разгон на форсаж на височина 1000 m.
- Прототип 9 – 04 е загубен на 31 октомври 1980 г. отново поради пожар при форсаж на малка височина.
- Прототипите от 9 – 01 до 9 – 11 са последвани от 9 – 12, станал еталон за серийното производство. На въоръжение самолетът е приет под означението МиГ-29, а НАТО му дават кодовото име Fulcrum-A

### Основни варианти
- МиГ-29 (изделие 9-12А)

Базов вариант, приет на въоръжение през 1983 г. Название на НАТО – Fulcrum-A. Произвеждан за Съветския съюз и страните членки на Варшавския договор (Германска демократична република, Чехословакия, Полша, Румъния, България).
МиГ-29 (изделие 9-12Б)
Експортен вариант с умишлено по-опростена авионика (радар със занижени характеристики и ЕПМ) и без оборудване за употреба на ядрени боеприпаси. Название на НАТО – Fulcrum-A. Първият експортен клиент на самолета е Социалистическа федеративна република Югославия. Освен нея изделие 9-12Б е доставяно на Северна Корея и Куба. След разпускането на Организацията на Варшавския договор Руската федерация доставя на Унгария 28 бройки МиГ-29 за погасяване на външнотърговски дълг и преди доставката им 22-ата едноместни изтребителя изделие 9-12А са доведени до стандарт 9-12Б.
МиГ-29АС
Словашка модернизация към стандартите на НАТО на бойния МиГ-29 (изделие 9-12А), с допълнително западно електронно оборудване. Модернизирани са 10 бройки.
МиГ-29 (изделие 9 – 13)
Боен вариант с някои подобрения в системата за самозащита (Радиоелектронна борба – РЕБ) Гардения (разположени в гаргрот, поради което е наричан и „гърбавият МиГ-29“) и леко увеличен горивен запас. Не е експортиран, произведен е в ограничени бройки за съветската Фронтова авиация, но поне един е заменен от Молдова за оръжие с Румъния по време на Приднестровския конфликт. По някои данни част от самолетите МиГ-29, продадени втора ръка от Беларус на Перу са също изделие 9 – 13.
- МиГ-29УБ (изделие 9 – 51)

Двуместен учебен вариант. Тъй като второто пилотско кресло е разположено не зад първото за сметка на част от горивния запас, а пред него за сметка на радарното оборудване, базовият учебно-боен не може да използва ракети с радиолокационно насочване Р-27, а само с инфрачервени бойни глави Р-73 и Р-60.
- МиГ-29С (изделие 9-13С)

Модернизация на изделие 9 – 13. Подобрения в механичните и хидравлични системи, както и четири нови компютъра на борда осигуряват по-добра работа на електро-дистанционната система за управление на машината (ЕДСУ). Инсталирана е система за ЕПМ Л-203БЕ. Вътрешните горивни резервоари са увеличени със 75 литра. Усъвършенстваните пилони за външно окачване на въоръжението позволяват увеличаване на бойния товар до 4000 кг. Има възможност за увеличаване на външните пилони до 8 на брой. Версията е снабдена с радар Фазотрон НИИР Н-019М и нови инфрачервени пеленгатори. По-модерният радар позволява използването на ракетата за въздушен бой на средни дистанции с активна ГСН Р-77 (РВВ-АЕ), а мощният компютър за управление на въоръжението позволява прихващането на до 10 цели едновременно, с възможност за едновременна стрелба по две от тях с ракети Р-77. Названието на НАТО е Fulcrum-C.
- МиГ-29СМ (изделие 9-13М)

Модернизация на МиГ-29С. Освен ракетите Р-77 може да използва и управляемо въоръжение въздух-земя. Експортиран в Малайзия и Перу.
- МиГ-29К (изделие 9 – 31)

Палубен вариант със сгъваеми криле, подсилен колесник и спирачна кука, предназначен за самолетоносача „Адмирал Кузнецов“. Не е приет на въоръжение заради финансовите проблеми в началото на 90-те години. Произвеждан е в модернизиран вариант за индийската военноморска авиация, която трябва да получи 12 МиГ-29К и 4 МиГ-29КУБ до 2009 г. Включени са редица подобрения – двигател Климов РД-33МК, радар Жук-МЕ, полезен товар до 5500 кг, увеличени подкрилни допълнителни горивни резервоари. Фюзелажът има специално покритие, което намалява отразените от самолета радарни вълни до 4 – 5 пъти. Оборудван е с френски GPS-модул „Sigma-95“. Въоръжението е съвместимо с това на МиГ-29М и МиГ-29СМТ. Название на НАТО – Fulcrum-D. 24 машини са поръчани за авиацията на руския Военноморски флот.
- МиГ-29КУБ (изделие 9 – 47)

Учебно-боен вариант на МиГ-29К, напълно способен да води бойни действия.
- МиГ-29М

Многоцелеви изтребител с десетки подобрения. Название на НАТО – Fulcrum-E.
- МиГ-29УБМ (изделие 9 – 61)

Учебно-боен вариант на МиГ-29М, остава на проектно ниво.
- МиГ-29М2

Двуместен многоцелеви ударен вариант на МиГ-29, с леко намалена максимална далечина на полета.
- МиГ-29СМТ (изделие 9 – 17)

Започната през 1998 г. програма за модернизация на около 200 изтребителя изделие 9 – 13. Вградени са нови течнокристални и монохромни екрани по таблото, по-големи резервоари, радар Жук-МЕ, и до 4500 кг. въоръжение, вкл. чуждестранно. Изтребителят е 4+ поколение (доближава се по възможности до самолетите пето поколение).
- МиГ-29УБТ (изделие 9-51Т)

Учебно-боен вариант на МиГ-29СМТ. Експортиран в Алжир и Йемен.
- МиГ-29ОВТ

Модификация на МиГ-29М, чрез монтиране на двигатели с отклоняем вектор на тягата, „РД-133 с ОВТ“, разработен в завода „Климов“. Отклоняемият вектор на тягата дава възможност за свръхманевреност на самолета. С него могат да бъдат изпълнявани много разнообразни пилотажни фигури, самолетът може да се движи под всякакви ъгли, както и да зависва във въздуха. МиГ-29М ОВТ се води самолет от 4++ поколение.
- МиГ-35

4++ поколение изтребител, разработен на базата на МиГ-29М и МиГ-29КУБ и МиГ-29С, название на НАТО – Fulcrum-F.
- МиГ-29G

Бивши източногермански МиГ-29, модернизирани по стандартите на НАТО за Луфтвафе. Модернизацията е осъществена съвместно от МиГ и DaimlerChrysler Aerospace (DASA) през 1993 г. Самолетите са продадени на Полша.
- МиГ-29УБС

Словашка модернизация към стандартите на НАТО на учебно бойния МиГ-29УБ, с допълнително западно електронно оборудване. Модернизирани са 2 бройки.
- МиГ-29 Снайпер

Румънска програма за модернизация. Прекратена през 2003 г., тъй като румънското министерство на отбраната взема решение да свали от въоръжение МиГ-29. Усилията са насочени към модернизация на по-старите МиГ-21.
- МіГ-29МУ1

Украинска програма за модернизация.

## Описание

### Общо описание
МиГ-29 е изтребител от 4-то поколение. В аеродинамично отношение той е много близък до Су-27, но основните разлики са няколко. МиГ-29 използва в конструкцията си най-вече алуминий, както и редица композитни материали. Крилете са със стреловидна форма. Ъгълът на стреловидност е 420. Самолетът има два вертикални стабилизатора, разположени от двете страни на двигателя и предкрилки в челната част на крилете. При въвеждането си в употреба това е един от първите изтребители, способни да изпълняват акробатичната маневра „Кобра на Пугачов“.
Управлението е хидравлично. МиГ-29 има система за автопилот, но за разлика от Су-27 не разполага с електродистанционна система за управление. Самолетът е много маневрен, с отлично управление при резки и продължителни завои. Конструкцията е предвидена да издържа претоварване със сила на ускорение до 9 g при маневри в бой.

### Двигател
МиГ-29 е задвижван от два турбореактивни двуконтурни двигателя Климов (ТРДДФ) РД-33 с форсажен режим, всеки с тяга 55 kN (81,9 kN с форсаж). В сравнение с други изтребители разстоянието между двигателите е значително, което увеличава подемната сила, намалява натоварването на крилото и подобрява маневреността. Модулната конструкция на двигателите улеснява поддръжката им. С времето се развива цяло семейство такива двигатели, като последните имат сопла с управляем вектор на тягата. Двигателят се отличава с висока устойчивост на газовия поток независимо от условията на околната среда или от изстрелваните оръжия. Ресурсът до основен ремонт на двигателя е ок. 350 часа.

### Кабина
В кабината на стандартен МиГ-29A от 4-то поколение има множество вече остарели аналогови прибори, но при по-модерните модификации има течнокристални цветни дисплеи и компютри, които правят работата с наземни и въздушни цели на пилота по-лека и опростена.

### Сензори
радар Жук-М1
ОЛС

### Въоръжение
- едно 30 mm оръдие ГШ-30-1 с боезапас от 150 снаряда
- три гнезда за горивни резервоари или ракети „въздух-въздух“
- до 4500 kg оръжия на 9 външни точки;
- до 2 УР клас въздух – въздух с увеличена далечина Р-27ЕР;
- до 4 УР за средна далечина Вимпел Р-27 или до 8 Вимпел Р-77;
- до 8 ракети за близко разстояние Р-73;
- до 6 ракети клас въздух – земя Х-29Т/Л или Х-25МЛ;
- до 6 противорадиолокационни УР Х-25МП или 4 Х-31П;
- до 4 противокорабни ракети Х-31А;
- 80-милиметрови ракетни установки
- бомби с калибър от 25, 100, 250 и 500 kg
- до 6 бомби КАБ с калибър 500 kg; КАБ-500Л, КАБ-500Т, КАБ-500КР с телевизионна система за самонасочване
- до 4 блока НАР Б-13 или Б-8.
- друго снаряжение с тегло до 3500 kg

## Оперативна история
МиГ 29 за пръв път е видян от Запада по време на визита във Финландия през юли 1986 г. Два от тях са показани по време на авиошоу „Farnborough Air Show“ през септември 1988 г. в Англия. През следващата година изтребителят провежда показни полети по време на парижкото авиошоу през 1989 г., където претърпява катастрофа без жертви по време на първата седмица от шоуто. Представянето на МиГ 29 на парижкото авиошоу е едва второто представяне на руски изтребител на световната сцена от 30-те години дотогава. Западните наблюдатели били впечатлени от неговите забележителни способности и изключителна подвижност.
МиГ 29 влиза в битка във войната в Залива в ръцете на иракски пилоти. Според военновъздушните сили на Щатите (USAF) пет МиГ-а са били свалени. Незадоволителна подготовка на пилотите и слаба поддръжка, далеч от тази, която заслужават самолетите, може би са отговорни за липсата на успех. Осем пилота на МиГ-29 избягват в Иран, където сега служат в иранските военновъздушни сили. Според слуховете повечето загуби на МиГ-29 са станали по време на опит за дезертиране на иракски пилоти в Иран.
Кубински МиГ-29УБ свалил два цивилни самолета „Cessna 337“, принадлежащи на организацията „Brothers to the Rescue“ през 1996 г., след като навлезли в кубинското въздушно пространство.
В служба на Сирия МиГ-29 е провеждал полети с цел охрана на границите за Сирия и Ливан. Сирийските пилоти похвалили самолета за изключителните подвижност и оръжейна система на изтребителя.
Индийски изтребители МиГ-29 вземат участие в Каргилската война в Кашмир между Индия и Пакистан. Изтребителите предоставят ескорт на „Мираж 2000“, които бомбардирали с лазерно насочващи се бомби върху вражески цели и изиграват главна роля в защитаването на въздушното превъзходство. Индийските МиГ 29 са познати като „Baaz“ (на хинди: „Орел“). Индийските военновъздушни сили успешно модифицирали и тествали своите МиГ-ове за изстрелване на подобрените руски ракети „Р-77 Вимпел“. Вярва се, че всички индийски изтребители са подобрени с цел да използват тази ракета като стандартно въоръжение. Също така се работело и с цел да бъдат съвместими с индийските ракети „Astra“, които се разработвали в това време. Оттук нататък МиГ-овете давали невероятна подкрепа на бомбардиращите пакистанските цели Миражи. Знае се, че МиГ 29 притежавали „BVRAAM“ ракети като АА-10 и АА-12, които предотвратявали приближаването на пакистанските F-16 дори на 40 километра от контролираната линия. Индийските военновъздушни сили притежават четвъртата по големина в света флотилия от МиГ 29.
МиГ 29 в служба на Югославия и Сърбия: Югославските военновъздушни сили закупили 14 МиГ 29 и два МиГ 29УБ (двуместен) от СССР през 1987 г. По време на войната от 1999 г. натовски F-15 и F-16 свалят пет МиГ-29, а още четири са унищожени на земята.

## На въоръжение
- Алжир – 62
  - 54 МиГ-29С
  - 8 МиГ-29УБ
- Азербайджан – 49
- България – 15[2]
  - 12 МиГ-29А
  - 3 МиГ-29УБ
- Бангладеш – 20
  - 16 МиГ-29С
  - 4 МиГ-29УБ
- Беларус – 40
  - 32 МиГ-29С
  - 8 МиГ-29УБ
- Еритрея – 7
  - 5 МиГ-29
  - 2 МиГ-29УБ
- Иран – 40
  - 35 МиГ-29
  - 5 МиГ-29УБ
- Индия – 62
  - 56 МиГ-29СМТ
  - 6 МиГ-29УБ
- Йемен – 44
- Казахстан – 40
- Куба – 12
  - 10 МиГ-29Б
  - 2 МиГ-29УБ
- Малайзия – 18
  - МиГ-29Н
- Мианмар – 12
- Полша – 36
  - 28 МиГ-29
  - 8 МиГ-29УБ
- Перу – 19
  - 14 МиГ-29С
  - 3 МиГ-29СЕ
  - 2 МиГ-29УБ
- Русия – 640
  - 290 (+ 300 в резерв) МиГ-29С-13
  - 34 МиГ-29СМТ
  - 50 МиГ-29УБ
- Монголия – 4
  - 4 МиГ-29СМТ (договорени 2011, доставката предстои през септември 2018 г.)
- Северна Корея – 40
  - 35 МиГ-29С
  - 5 МиГ-29УБ
- Сирия – 62
  - 42 МиГ-29
  - 14 МиГ-29СМТ
  - 6 МиГ-29УБ
- Судан – 32
- Сърбия – 14
  - 11 МиГ-29СМ+
  - 3 МиГ-29УБ
- Туркменистан – 24
  - 22 МиГ-29
  - 2 МиГ-29УБ
- Узбекистан – 32
- Унгария – 28
  - 22 МиГ-29
  - 6 МиГ-29УБ
- Украйна – 45

### Изведен от експлоатация
- ГДР
- Германия
- Ирак
- Молдова
- Румъния
- СФР Югославия
- СССР
- СР Югославия
- Чехия
- Чехословакия

## Тактико-технически характеристики (МиГ-29)

### Габаритни характеристики
- Размах на крилете: 11,36 m
- Дължина: 17,32 m
- Височина: 4,73 m
- Площ на крилете: 38,06 m2
- Тегло 
  - Празен: 10 900 kg
  - Нормална излетна маса: 15 300 kg
  - Максимална излетна маса: 21 000 kg
- Гориво
  - Вътрешни резервоари: 5830 l
  - Външни окачени: 1600 l
- Екипаж: 1

### Технически характеристики
- Тяга
  - Без форсажна: 2 х 55 kN
  - максимална/Пълен Форсаж/: 2 х 81,9 kN
- Макс. скорост
  - на височина:	2450 km/h (Мах 2,25)
  - при земя: 1500 km/h
- Далечина на полета: 1430 km

- Скороподемност: 330 m/s
- Таван на полета: 18 000 m
- Максимално натоварване: 9+ g
- Тяговъоръженост: 1,13
- Двигател: 2х Климов РД-33, с тяга от 55 kN всеки (81,9 kN с форсаж)